# Comunidade portuária
Comunidade portuária é o conjunto de órgãos que desenvolvem atividades dentro de um porto organizado.
Entre esses órgãos, incluem-se operadores portuários, agências marítimas, arrumadores, conferentes e consertadores de cargas e descarga, vigias, estivadores, armadores, vistoriadores de cargas, vistoriadores de casco de navios, despachantes aduaneiros, rebocadores, sociedades classificadoras, órgãos gestores de mão-de-obra, organizações governamentais, etc.

## Outros membros
- Trabalhadores Portuários Avulsos – TPA: que integram as atividades de estiva, serviço de bloco, vigilância de embarcações, conferência de carga, conserto de carga e capatazia. Estes trabalhadores não possuem vinculo empregatício e atendem a um sistema de escalação em rodízio, para prestarem serviços nos citados portos, em regime de turno de seis horas.
- Trabalhadores relacionados aos serviços de limpeza.
- Trabalhadores relacionados às operações em navios: arrumadores, estivadores, conferentes (pertencentes à APPA e à estiva), consertadores e ensacadores.

Os principais segmentos portuários são: operadores portuários, locadoras, fornecedoras, cooperativa de transportes e serviços especias (removedoras de resíduos, empresas de fumigação, entre outras).